# Okręty podwodne typu Vanguard
Okręty podwodne typu Vanguard – typ brytyjskich okrętów podwodnych o napędzie atomowym (SSBN), przenoszących amerykańskie pociski balistyczne klasy SLBM typu Trident II D-5 z głowicami jądrowymi.
15 lipca roku 1980 rząd brytyjski podjął decyzję o zakupie i wprowadzenie na uzbrojenie pocisków rakietowych Trident I (C- 4),  a w marcu 1982 zamówienie zostało zmienione i pociskiem który zakupiono był Trident II (D-5). W związku z tym stocznia VSEL została zobligowana do budowy nowego typu okrętów podwodnych o napędzie atomowym jako nośnika powyższego uzbrojenia. Jednostki te po raz pierwszy w Wielkiej Brytanii projektowano pod kątem przenoszonego uzbrojenia. Prototyp został zamówiony 30 kwietnia 1986 roku. Koszt wykonania tej jednostki zamknął się kwotą 1,705 mld GBP. Okręty typu Vanguard budowane były techniką blokową. Poszczególne bloki miały masę około 250 ton. Kadłuby powstały ze stali NQ-1, charakteryzującej się większą granicą plastyczności. Czas budowy poszczególnych jednostek wynosił około 7 lat. 
W latach 1994–1999 cztery okręty typu Vanguard weszły do służby w Royal Navy:
- HMS "Vanguard" (S28)
- HMS "Victorious" (S29)
- HMS "Vigilant" (S30)
- HMS "Vengeance" (S31)

Od 1998, kiedy Wielka Brytania wycofała ze służby ostatnie bomby atomowe zrzucane przez samoloty, okręty typu Vanguard mają monopol na przenoszenie brytyjskiej broni jądrowej. Znajdują się na nich listy premiera z instrukcjami na wypadek ataku jądrowego (Letters of last resort).
Od pewnego czasu trwają prace nad nowymi podwodnymi nosicielami pocisków balistycznych, które zastąpią jednostki typu Vanguard. Koszt programu budowy nowych jednostek jest szacowany na 3,3 miliarda funtów.